# 迈尔·斯科格
迈尔·厄普顿·“惠泰”·斯科格（英語：Myer Upton "Whitey" Skoog，1926年11月2日—2019年4月4日），出生在明尼蘇達州杜卢斯，美国职业篮球运动员，曾效力于NBA联盟明尼阿波利斯湖人队。